# SISD
|                    | Једноструке инструкције | Вишеструке инструкције |
| ------------------ | ----------------------- | ---------------------- |
| Једноструки подаци | SISD                    | MISD                   |
| Вишеструки подаци  | SIMD                    | MIMD                   |

У рачунарству, SISD (једноструке инструкције, једноструки подаци (енгл. single instruction, single data)) је термин који се односи на рачунарске архитектуре у којима један процесор извршава један стрим инструкција да би оперисао на подацима који се налазе у једној меморији. Ово одговара Фон Нојмановој архитектури.
SISD је једна од 4 главне класификације које се дефинишу у Флиновој подели. У овом систему класификације су базиране на броју конкурентних инструкција и стримовима података који су представљени у рачунарској архитектури. Према Мајкл Џ. Флину (Michael J. Flynn), SISD може да има конкурентну обраду карактеристика. Хватање инструкција и извршавање проточне обраде инструкција су чести примери који се могу наћи у SISD рачунарима.